# Psychoda ablucens
Psychoda ablucens är en tvåvingeart som beskrevs av Quate 1967. Psychoda ablucens ingår i släktet Psychoda och familjen fjärilsmyggor. Inga underarter finns listade i Catalogue of Life.